# Sornzig-Ablaß
Sornzig-Ablaß era un comune della Sassonia, in Germania.
Apparteneva al circondario (Landkreis) della Sassonia settentrionale (targa TDO).
Soppresso nel 2011 centri abitati e popolazione sono confluiti nel comune di Mügeln.